# ホイールアーチ
ホイールアーチとは車両の車輪部分のボディ（車体）の切り欠きの事。タイヤ交換やチェーン装着のための構造。操舵部など方向を可変する車輪部では、これがボディに当たるのを防ぐ意味ももつ。
シトロエン・DS（セダンのみ）やホンダ・インサイトをはじめとした一部のクルマのリアにはないものがあるほか、SCOOTが製作したマツダ・RX-7のチューニングカーなど空気抵抗低減を狙い後からスパッツをつけることもある。
通常ホイールアーチは強度を保つために切り端にツメと呼ばれる折込がある。ローダウンした際やトレッドの拡大を行った場合ツメにタイヤが当たりバーストすることがあるためにツメ折りという作業を推奨されることが多い。